# انواع دموکراسی
دموکراسی به سه دسته اصلی تقسیم می شود: دموکراسی مستقیم، دموکراسی غیرمستقیم، دموکراسی نیمه مستقیم. دموکراسی مستقیم مردم خودشان مستقیم و بی واسطه اعمال قدرت میکنند. تنها کشوری که دموکراسی مستقیم دارد فقط سوئیس است. دموکراسی غیرمستقیم (که دموکراسی نمایندگی یا دموکراسی نیابتی هم گفته میشود) مردم با انتخاب نمایندگان و رهبران موقت که از طرف مردم قانونگذاری و اجرا کنند قدرت خویش را اعمال میکنند. دموکراسی نیمه مستقیم همان دموکراسی غیرمستقیم است که مردم با انتخاب نمایندگان قدرت خود را اعمال میکنند با این تفاوت که در موضوعات مهم و حیاتی مردم خود بطور مستقیم از طریق رفراندوم یا همه پرسی تصمیم میگیرند یا قانون وضع می کنند. یا برخی قوانین که نمایندگان پارلمان یا دولت وضع کرده اند را با همه پرسی و رفراندوم لغو و وتو میکنند.
کشورها و حکومتها باتوجه به اینکه تا چه میزان از اصول دموکراسی پیروی میکنند میتوانند درجه بندی شوند. مثلا یک حکومت می تواند ده تا بیست درصد از اصول دمکراتیک پیروی کند و کشور دیگر میتواند از هشتاد تا نود درصد از دموکراسی پیروی کند. بستگی به اینکه حکومتها چه میزان و درصدی از اصول دموکراسی پیروی کنند میتواند گونه ها و انواع مختلفی از حکومتها نمود پیدا کند. انواع دموکراسی به کثرت‌گرایی سیاسی ساختارهای حاکم مانند حکومت‌ها (محلی تا جهانی) و ساختارهای دیگر مانند محل کار، خانواده‌ها، انجمن‌های اجتماعی و غیره اشاره دارد. انواع دموکراسی می‌توانند حول ارزش‌ها جمع شوند. برای مثال مانند دموکراسی مستقیم، دموکراسی الکترونیکی، دموکراسی مشارکتی، دموکراسی واقعی و مردم‌سالاری مشورتی، سیستم دموکراتیک تلاش می‌کنند تا به مردم اجازه دهند به‌طور مساوی و مستقیم در اعتراض، بحث، تصمیم‌گیری یا سایر اعمال سیاسی شرکت کنند. انواع دیگر مانند دموکراسی نیابتی، برای مشارکت غیرمستقیم تلاش می‌کنند. انواع دموکراسی را می‌توان در زمان، مکان و زبان یافت. در زبان انگلیسی اسم «دموکراسی» با ۲۲۳۴ صفت آمده‌است. به‌طور مثال دموکراسی اتمی یا دموکراسی زولو، به‌عنوان صفت‌هایی برای به کار بردن به معانی خاصی از دموکراسی، بلکه به گروه‌ها یا خانواده‌ها اشاره می‌کنند.

## دموکراسی مستقیم
دموکراسی مستقیم نوعی از دموکراسی است که در آن مردم به‌طور مستقیم حکومت می‌کنند. این امر مستلزم مشارکت گسترده شهروندان در سیاست است. دموکراسی آتنی یا دموکراسی کلاسیک به دموکراسی مستقیمی گفته می‌شود که در دوران باستان در ایالت-شهر یونانی آتن توسعه یافته بود. دموکراسی مردمی نوعی دموکراسی مستقیم است که مبتنی بر همه‌پرسی و سایر ابزارهای توانمندسازی و تجلی اراده مردمی است.
دموکراسی صنعتی ترتیبی است که شامل تصمیم‌گیری کارگران، تقسیم مسئولیت و اختیار در محل کار می‌شود.

## دموکراسی‌های نیابتی
دموکراسی نیابتی نوعی دموکراسی غیرمستقیم است که در آن حاکمیت در اختیار نمایندگان مردم است.
- لیبرال دموکراسی یک دموکراسی نیابتی با حمایت از آزادی و مالکیت فردی توسط حاکمیت قانون است.
- یک دموکراسی غیرلیبرال که نوعی دموکراسی گفته میی شود که دارای محدودیت ضعیف یا بدون محدودیت در قدرت نمایندگان منتخب برای حکومت کردن به دلخواه خود است.

انواع دموکراسی نیابتی عبارتند از:
- دموکراسی انتخاباتی - نوعی دموکراسی نیابتی مبتنی بر انتخابات، بر پایه رأی‌گیری، به عنوان مثال دموکراسی‌های غربی یا لیبرال مدرن. همچنین دموکراسی انتخاباتی می‌تواند تضمینی برای حفاظت از آزادی‌های شخصی باشد.
- دموکراسی اقتدارگرا - سیستم حزبی دموکراتیک که در آن تنها یک حزب سیاسی می‌تواند به‌طور واقعی دولت برا در کنترل بگیرد یا توسط خود یا در یک دولت ائتلافی.
- دموکراسی پارلمانی - سیستم حکومتی دموکراتیک که در آن قوه مجریه یک دولت پارلمانی معمولاً یک کابینه است و توسط نخست‌وزیری که رئیس دولت در نظر گرفته می‌شود، رهبری می شود.می‌شود.
- دموکراسی ریاستی - سیستم حکومتی دموکراتیک که در آن یک رئیس دولت رئیس کل حکومت می‌شود و یک قوه مجریه را رهبری می‌کند که جدا از قوه مقننه است.
  - دموکراسی جکسونی (en) - نوعی از دموکراسی ریاست جمهوری که توسط رئیس‌جمهور وقت آمریکا اندرو جکسون رایج شد و قدرت قوه مجریه و ریاست جمهوری را به قیمت از دست دادن قدرت کنگره ارتقا داد.

تقسیم با قرعه افرادی را به‌طور تصادفی از میان شهروندان از طریق طبقه‌بندی انتخاب می‌کند تا یا به عنوان نمایندگان عمومی دولت عمل کنند یا در حوزه‌های خاص حکومت (دفاع، محیط زیست و غیره) تصمیم‌گیری کنند.
دموکراسی غیرحزبی سیستمی از حکومت یا سازمان نمایندگی است به گونه ای که انتخابات سراسری و دوره ای (با رای مخفی) بدون اشاره به احزاب سیاسی برگزار می‌شود.
دموکراسی ارگانیک یا اقتدارگرا دموکراسی است که در آن حاکم قدرت قابل توجهی دارد، اما حکومت آنها به نفع مردم است. این اصطلاح برای اولین بار توسط طرفداران بناپارتیسم استفاده شد.

## انواع بر پایه سطح آزادی
لیبرال دموکراسی یک دموکراسی نماینده با حمایت از آزادی و مالکیت فردی توسط حاکمیت قانون است. در مقابل، یک دموکراسی تدافعی برخی از حقوق و آزادی‌ها را محدود می‌کند تا از نهادهای دموکراسی محافظت کند.

## انواع بر پایه نفوذ قومی
- دموکراسی قومی (en)
- قوم سالاری (en)
- دموکراسی هرنولک (en)

## دموکراسی‌های مذهبی
مردم‌سالاری دینی شکلی از حکومت است که در آن ارزش‌های یک دین خاص بر قوانین و قوانین تأثیر می‌گذارد، اغلب زمانی که بیشتر مردم پیرو این دین هستند، مانند:
- دموکراسی مسیحی
- مردم‌سالاری اسلامی
- دولت یهودی و دموکراتیک (en)
- تئودموکراسی (en)

## انواع دیگر دموکراسی
انواع دموکراسی عبارتند از:
- دموکراسی خودکامه - سیستمی که حاکم منتخب حزب به‌طور یکجانبه دولت را کنترل خواهد کرد.
- دموکراسی پیش‌بینی‌کننده (en) - برای هدایت تصمیم‌های اصلی به درجاتی از پیش‌بینی منضبط و معمولاً آگاهانه که به آینده متکی است.
- انجمن‌گرایی یا دموکراسی انجمنی - تأکید بر آزادی از طریق انجمن‌های داوطلبانه و دموکراتیک خودگردان.
- خصومت گرایی یا دموکراسی خصمانه – با تأکید بر آزادی مبتنی بر روابط متخاصم بین افراد و گروه‌ها که به بهترین شکل در سیستم‌های قضایی دموکراتیک بیان می‌شود.
- دموکراسی بورژوایی – برخی از مارکسیست‌ها، کمونیست‌ها، سوسیالیست‌ها و آنارشیست‌ها از لیبرال دموکراسی به عنوان دموکراسی بورژوازی یاد می‌کنند و ادعا می‌کنند که سیاستمداران در نهایت فقط برای حقوق بورژوازی مبارزه می‌کنند.
- دموکراسی اجماع - حکومت مبتنی بر اجماع به جای حکومت اکثریت سنتی.
- دموکراسی قانون اساسی - توسط قانون اساسی اداره می‌شود.
- دموکراسی مشورتی - که در آن مشورت اصیل، نه تنها رأی دادن، در تصمیم‌گیری مشروع نقش اساسی دارد. عناصر تصمیم‌گیری اجماع و قانون اکثریت را به کار می‌گیرد.
- سانترالیسم دموکراتیک - روشی سازمانی که در آن اعضای یک حزب سیاسی در مورد مسائل مربوط به خط مشی و جهت‌گیری بحث و مناظره می‌کنند و پس از تصمیم‌گیری با اکثریت آرا، انتظار می‌رود همه اعضا آن تصمیم را در ملاء عام دنبال کنند.
- دیکتاتوری دموکراتیک خلق (همچنین به عنوان دموکراتور شناخته می‌شود)
- جمهوری دموکراتیک - جمهوری که دارای دموکراسی از طریق نمایندگان منتخب است
- سوسیالیسم دموکراتیک - شکلی از سوسیالیسم که از نظر ایدئولوژیک مخالف سبک‌های مارکسیستی-لنینیستی است که مترادف با سوسیالیسم شده‌است. سوسیالیست‌های دموکراتیک بر حاکمیت غیرمتمرکز در دموکراسی سیاسی با مالکیت اجتماعی ابزار تولید و نهادهای اجتماعی و اقتصادی با خود مدیریتی کارگری تأکید دارند.
- دموکراسی اقتصادی - نظریه دموکراسی که شامل دسترسی مردم به معیشت یا برابری در استانداردهای زندگی است.
- دموکراسی اجتماع محلی (en) - بر اعتماد به واحدهای کوچک غیرمتمرکز در سطح دولت شهری، احتمالاً با استفاده از جدایی شهری برای ایجاد مرجع قانونی رسمی برای تصمیم‌گیری در این سطح محلی الزام‌آور تأکید می‌کند.
- دموکراسی هدایت‌شده (en) – نوعی حکومت دموکراتیک با خودکامگی افزایش یافته که در آن شهروندان از حقوق سیاسی خود استفاده می‌کنند بدون اینکه تأثیر معناداری بر سیاست‌ها، انگیزه‌ها و اهداف دولت بگذارد.
- دموکراسی فراگیر – فرمول بندی چپ-لیبرالیستی از دموکراسی که شامل دموکراسی در حوزه‌های اجتماعی، سیاسی، اقتصادی و زیست‌محیطی می‌شود. در درجه اول به خاطر فیلسوف یونانی تاکیس فوتوپولوس.
- دموکراسی تعاملی - شکل پیشنهادی دموکراسی با استفاده از فناوری اطلاعات به شهروندان اجازه می‌دهد تا سیاست‌های جدید، پیشنهادات «دوم» را پیشنهاد کنند و در مورد قوانین حاصله (که توسط پارلمان پالایش شده‌اند) رای دهند.
- دموکراسی جفرسونی - به نام توماس جفرسون، سیاستمدار آمریکایی، که به برابری فرصت‌های سیاسی اعتقاد داشت و با امتیازات، اشرافیت و فساد مخالف بود.
- دموکراسی روان (en) - نوعی از کنترل دموکراتیک که به موجب آن قدرت رای به شهروندانی واگذار می‌شود که ممکن است خود نمایندگان موقت را به جای نمایندگان منتخب انتخاب کنند.
- دموکراسی بازار (en) - نام دیگری برای سرمایه‌داری دموکراتیک، یک ایدئولوژی اقتصادی مبتنی بر آرایش سه جانبه اقتصاد مبتنی بر بازار مبتنی بر انگیزه‌های اقتصادی از طریق بازارهای آزاد، یک سیاست دموکراتیک و یک سیستم اخلاقی-فرهنگی لیبرال که کثرت گرایی را تشویق می‌کند.
- دموکراسی چندحزبی - یک دموکراسی انتخاباتی که در آن مردم انتخابات آزاد و منصفانه دارند و می‌توانند بین احزاب سیاسی متعدد یکی را انتخاب کنند، برخلاف دیکتاتوری‌هایی که معمولاً یک حزب بر احزاب دیگر مسلط است یا تنها حزبی است که قانوناً مجاز به حکومت است.
- دموکراسی نو (en) - مفهوم مائوئیستی مبتنی بر نظریه «بلوک چهار طبقه» مائو تسه تونگ در چین پس از انقلاب.
- دموکراسی مشارکتی - شامل مشارکت بیشتر شهروندان عادی در تصمیم‌گیری است و نمایندگی سیاسی بیشتری نسبت به دموکراسی نمایندگی سنتی ارائه می‌دهد، به عنوان مثال، کنترل گسترده‌تری بر نیابت‌هایی که توسط افرادی که مستقیماً درگیر و مشارکت می‌کنند به نمایندگان داده می‌شود.
- دموکراسی خلق - حکومت چند طبقاتی که در آن پرولتاریا تسلط دارد.
- دموکراسی رادیکال - نوعی از دموکراسی که بر اهمیت پرورش و تحمل تفاوت و مخالفت در فرآیندهای تصمیم‌گیری تمرکز دارد.
- دموکراسی انقلابی (en) - ایدئولوژی جبهه دمکراتیک انقلابی خلق اتیوپی
- دموکراسی نیمه-مستقیم – دموکراسی نمایندگی با ابزارها، عناصر و/یا ویژگی‌های دموکراسی مستقیم.
- دموکراسی جامعه سالاری (en) - یک سیستم دموکراتیک حکومتی مبتنی بر تصمیم‌گیری رضایت، سازماندهی حلقه، تابعیت و نمایندگی دوگانه.

## زندگی‌نامه
- Living Database of Democracy with Adjectives Gagnon, Jean-Paul. 2020. "Democracy with Adjectives Database, at 3539 entries". Latest entry April 8. Provided by the Foundation for the Philosophy of Democracy and the University of Canberra. Hosted by Cloudstor / Aarnet / Instaclustr.
- Appendix A: Types of Democracies M. Haas, Why Democracies Flounder and Fail, https://doi.org/10.1007/978-3-319-74070-6, ژوئن ۲۰۱۸